# پایلوت گروو (میزوری)
پایلوت گروو (به انگلیسی: Pilot Grove) یک شهر در ایالات متحده آمریکا است که در شهرستان کوپر، میزوری واقع شده‌است. پایلوت گروو ۱٫۰۹ کیلومتر مربع مساحت و ۷۶۸ نفر جمعیت دارد و ۲۵۷ متر بالاتر از سطح دریا واقع شده‌است.